# Dunaújváros Gorillaz 2022
Questa voce raccoglie le informazioni riguardanti i Dunaújváros Gorillaz nelle competizioni ufficiali della stagione 2022.

## Divízió II 2022

### Stagione regolare
| 27 marzo 2022 2ª giornata | Dunaújváros Gorillaz | 10 – 12 | Rebels Oldboys |  |

| 10 aprile 2022 4ª giornata | Dunaújváros Gorillaz | 17 – 0 | Pécs Legioners |  |

| 29 maggio 2022 11ª giornata | Diósd Saints | 0 – 35 | Dunaújváros Gorillaz |  |

| 19 giugno 2022 14ª giornata | Dunaújváros Gorillaz | 63 – 0 | Oroszlány Bears |  |

### Playoff
| 17 luglio 2022 Semifinale | Dunaújváros Gorillaz | 13 – 52 | Újpest Bulldogs |  |

## Statistiche di squadra
| Competizione      | %Vittorie | In casa | In casa | In casa | In casa | In casa | In casa | In trasferta | In trasferta | In trasferta | In trasferta | In trasferta | In trasferta | Totale | Totale | Totale | Totale | Totale | Totale |
| Competizione      | %Vittorie | G       | V       | N       | P       | Pf      | Ps      | G            | V            | N            | P            | Pf           | Ps           | G      | V      | N      | P      | Pf     | Ps     |
| ----------------- | --------- | ------- | ------- | ------- | ------- | ------- | ------- | ------------ | ------------ | ------------ | ------------ | ------------ | ------------ | ------ | ------ | ------ | ------ | ------ | ------ |
| Stagione regolare | .750      | 3       | 2       | 0       | 1       | 90      | 12      | 1            | 1            | 0            | 0            | 35           | 0            | 4      | 3      | 0      | 1      | 125    | 12     |
| Playoff           | 1.000     | 1       | 0       | 0       | 1       | 13      | 52      | 0            | 0            | 0            | 0            | 0            | 0            | 1      | 0      | 0      | 1      | 13     | 52     |
| Totale            | .600      | 4       | 2       | 0       | 2       | 103     | 64      | 1            | 1            | 0            | 0            | 35           | 0            | 5      | 3      | 0      | 2      | 138    | 64     |